# Lun-Klasse
Koordinaten: 41° 56′ 26,6″ N, 48° 22′ 44,2″ O
Die Lun-Klasse (russisch Лунь, ‚Weihe‘), Projekt 903, NATO-Codename Utka (russ. ‚Ente‘) ist eine sowjetische Bodeneffektfahrzeug-Klasse.

## Geschichte
Ab den 1960er-Jahren legte das Kommando der sowjetischen Marine seine Strategie zur Amphibischen Kriegsführung sowie zur Küstenverteidigung neu fest. Ziel der Strategie war es, schnell und überraschend Truppen an den Küsten der Ostsee und des Schwarzen Meeres landen zu können. Daraus resultierte ein starkes Interesse an Fahrzeugen, die große Truppenkontingente schnell über weite Strecken transportieren können. Darüber hinaus war die Marine an Fahrzeugen interessiert, die feindliche Schiffe mit sehr hoher Geschwindigkeit und möglichst unerkannt angreifen können.
Aus diesem Grund wurde unter anderem das Zentrale Konstruktionsbüro für Tragflügelboote Alexejew (russisch Центральное конструкторское бюро по судам на подводных крыльях) unter der Leitung von Rostislaw Alexejew geschaffen, über das bis zum Ende der Sowjetunion im Westen fast nichts bekannt war. Hauptaufgabe des Büros war die Erforschung von Bodeneffektfahrzeugen sowie deren Entwicklung.
Ab den 1960er-Jahren begann die Arbeit an verschiedenen Prototypen von Bodeneffektfahrzeugen wie dem „Kaspischen Seemonster“ (KM), was in den 1970er-Jahren zum ersten Fahrzeug einer geplanten Serie, der Lun-Klasse, führte. Da Bodeneffektfahrzeuge von Radar aufgrund ihrer besonderen Bauweise und ihres niedrigen Fluges nur schwer erfassbar sind, sollte es die Hauptaufgabe der Lun-Klasse sein, schnelle und flexible Angriffe gegen feindliche Flotten auszuführen. Da Bodeneffektfahrzeuge eine hohe Antriebskraft zum Abheben benötigen und es während eines Starts öfter zu „Aufsetzern“ kommt, war die Lun-Klasse als Flugboot geplant. Es wurden zusätzliche Triebwerke installiert, um die Antriebskraft zum Start aufzubringen.

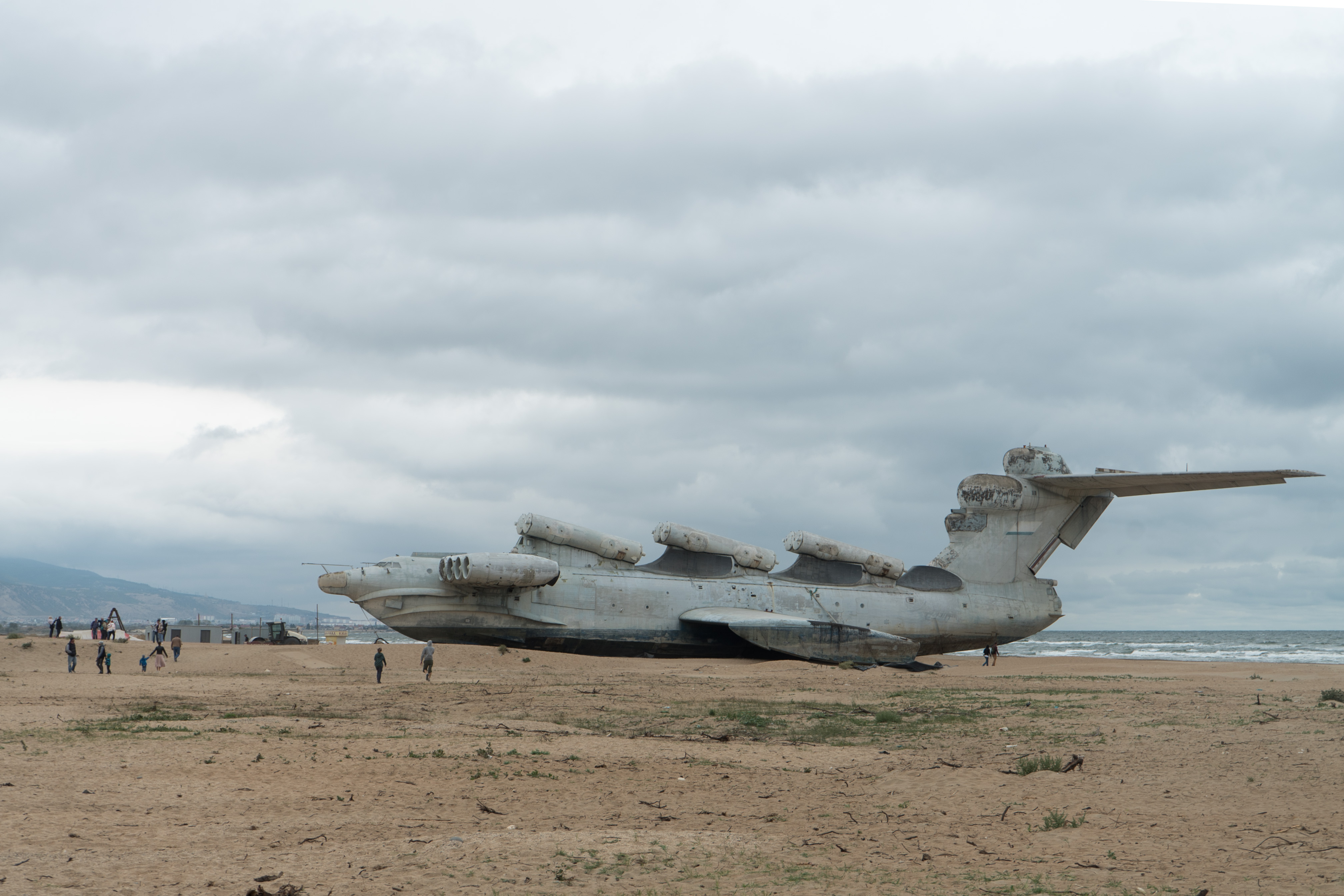
MD-160 im Jahr 2021

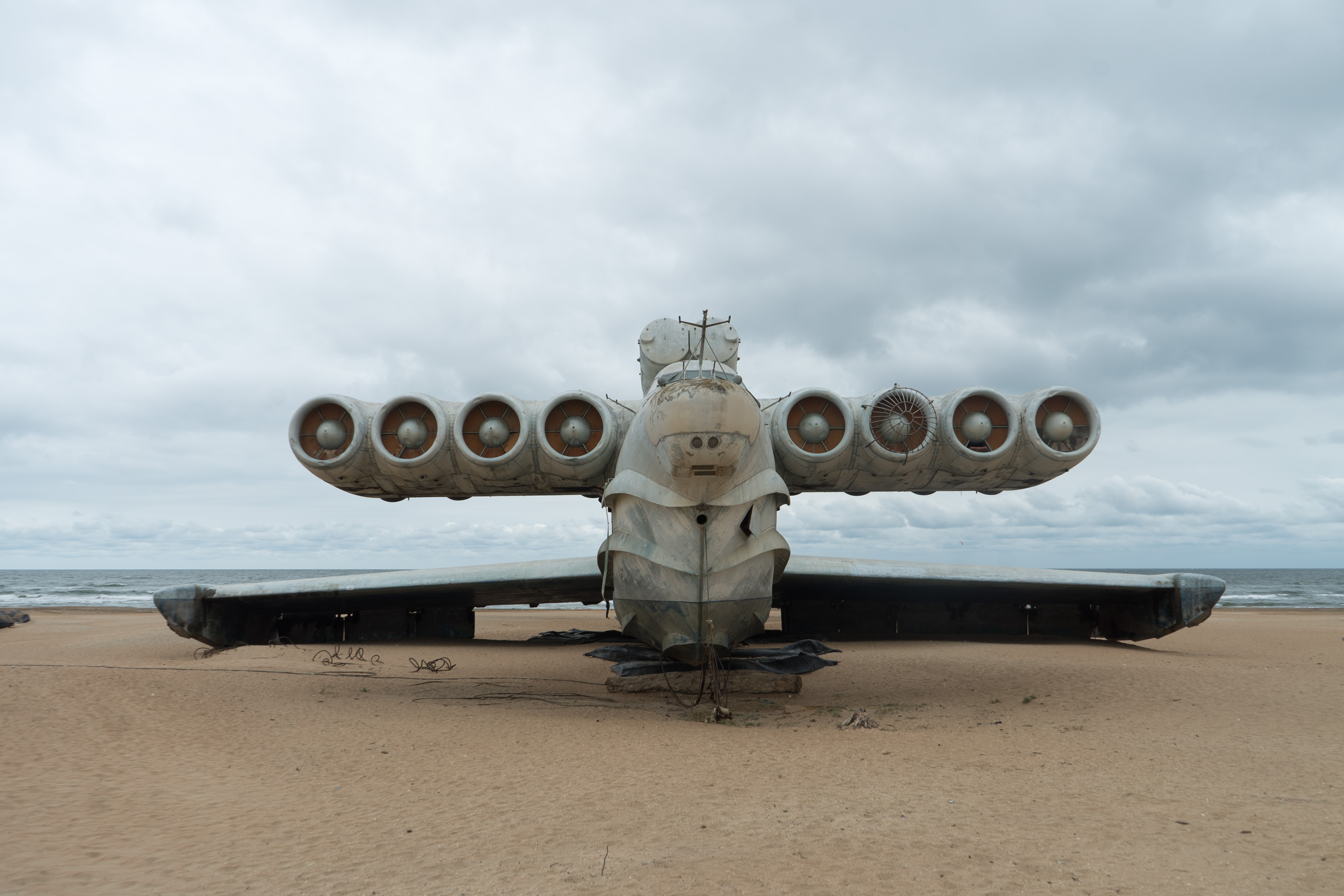
MD-160, Frontansicht

In den 1970er-Jahren wurde ein Fahrzeug der Lun-Klasse, die MD-160, fertiggestellt und getestet. Ab 1987 diente das Modell in der Kaspischen Flottille. In den 1990er-Jahren wurde es außer Betrieb gestellt und lag bis 2020 auf der Marinewerft von Kaspijsk in Dagestan (42° 52′ 54″ N, 47° 39′ 26,3″ O). 2020 wurde es nach Derbent geschleppt.  (41° 56′ 26,6″ N, 48° 22′ 44,2″ O)
Ein zweites Fahrzeug, der Spasatel, wurde als mobiles Feldlazarett für die amphibische Flotte geplant, aber nach dem Niedergang der Sowjetunion wurde das Projekt Anfang der 1990er-Jahre eingestellt. Spasatel liegt noch heute (Stand 2021) in Nischni Nowgorod größtenteils fertiggestellt auf Werft (Lage).

## Technische Daten
| Kenngröße               | Daten                                                                                |
| ----------------------- | ------------------------------------------------------------------------------------ |
| Länge:                  | 73,3 m 1 (240 ft)                                                                    |
| Flügelspannweite:       | 44 m (142 ft)                                                                        |
| Gewicht:                | 286 t 1                                                                              |
| Gewicht mit Ausrüstung: | 380 t                                                                                |
| Triebwerk:              | 8 × Kusnezow-NK-87M-Turbojet mit je 127,4 kN                                         |
| Höchstgeschwindigkeit:  | 550 km/h 1                                                                           |
| Reichweite:             | ca. 2.000 km (1.100 sm)                                                              |
| Besatzung:              | 6 Offiziere, 9 Personal 1                                                            |
| Bewaffnung:             | 3 × 2 SS-N-22 Sunburn (Seezielflugkörper) 2 × Pl-23 (23-mm-Zwillingsmaschinenkanone) |